# 碳纳米管
奈米碳管（縮寫為CNT）是在1991年1月由日本筑波NEC实验室的物理学家饭岛澄男使用高分辨透射电子显微镜从电弧法生产碳纤维的产物中发现的。它是一种管状的碳分子，管上每个碳原子采取sp2杂化，相互之间以碳-碳σ键结合起来，形成由六边形组成的蜂窝状结构作为碳纳米管的骨架。每个碳原子上未参与杂化的一对p电子相互之间形成跨越整个碳纳米管的共轭π电子雲。按照管子的层数不同，分为单壁碳纳米管和多壁碳纳米管。管子的半径方向非常细，只有奈米尺度，几万根碳纳米管并起来也只有一根头发丝宽，碳纳米管的名称也因此而来。而在轴向则可长达数十到数百微米。
碳纳米管不总是笔直的，局部可能出现凹凸的现象，这是由于在六边形结构中混杂了五边形和七边形。出现五边形的地方，由于张力的关系导致碳纳米管向外凸出。如果五边形恰好出现在碳纳米管的顶端，就形成碳纳米管的封口。出现七边形的地方碳纳米管则向内凹进。

## 碳纳米管的性质
碳纳米管的分子结构决定了它具有一些独特的性质。由于巨大的长径比（径向尺寸在纳米量级，轴向尺寸在微米量级），碳纳米管表现为典型的一维量子材料，它的电子波函数在管的圆周方向具有周期性，在轴向则具有平移不变性，大大纯化了理论工作，并做出了一些预言。理论预言，碳纳米管具有超常的强度、热导率、磁阻，且性质会随结构的变化而变化，可由绝缘体转变为半导体、由半导体变为金属；具有金属导电性的碳纳米管通过的磁通量是量子化的，表现出阿哈诺夫－波姆效应（A-B效应）。

碳纳米管上原子排列的方向常用矢量(n,m)表示。
(6,0)，(10,2)和(10,10)构型的碳纳米管
紧束缚模型得到的碳纳米管能带结构，分别对应 (6,0)CNT zigzag金属性(10,2)CNT 半导体性(10,10)CNT armchair金属性

### 力学性质
由于碳纳米管中碳原子采取sp2杂化，相比sp3杂化，sp2杂化杂化中s轨道成分比较大，使碳纳米管具有高模量、高强度。
碳纳米管的硬度与金刚石相当，却拥有良好的柔韧性，可以拉伸。目前在工业上常用的增强型纤维中，决定强度的一个关键因素是长径比，即长度和直径之比。目前材料工程师希望得到的长径比至少是20:1，而碳纳米管的长径比一般在1000:1以上，是理想的高强度纤维材料。2000年10月，美国宾州州立大学的研究人员称，碳纳米管的强度比同体积钢的强度高100倍，重量却只有后者的1/6到1/7。碳纳米管因而被称“超级纤维”。佛罗里达国际大学的学者使用原子力显微镜对单壁碳纳米管的测量表明其径向杨氏模量仅有几个到数十GPa。
莫斯科大学的研究人员曾将碳纳米管置于1011 Pa的水压下（相当于水下18000米深的压强），由于巨大的压力，碳纳米管被压扁。撤去压力后，碳纳米管像弹簧一样立即恢复了形状，表现出良好的韧性。这启示人们可以利用碳纳米管制造轻薄的弹簧，用在汽车、火车上作为减震装置，能够大大减轻重量。

此外，碳纳米管的熔点预计高达3652~3697℃。

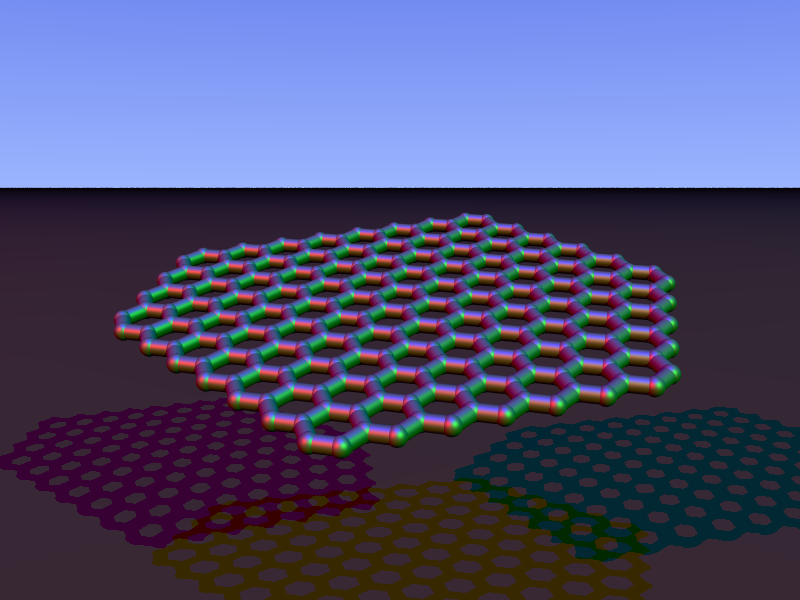
平展的碳纳米管模型
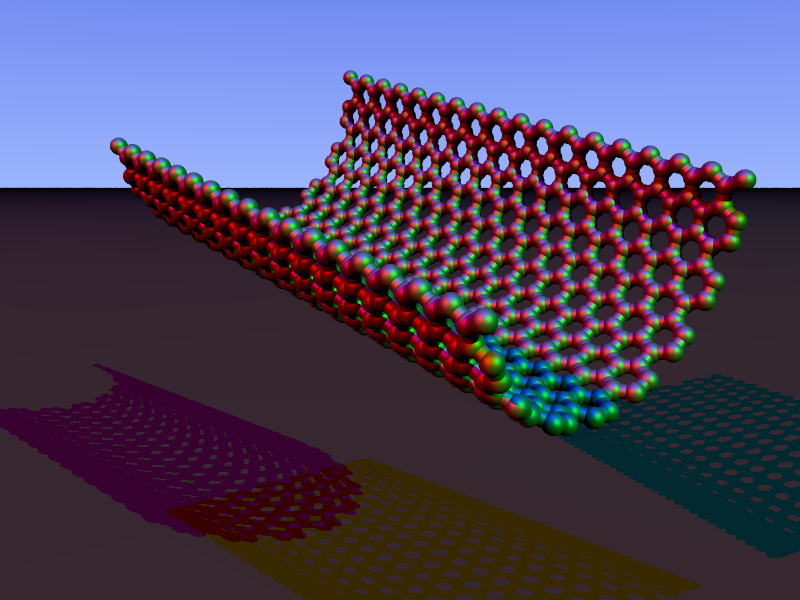
稍卷曲的碳纳米管模型
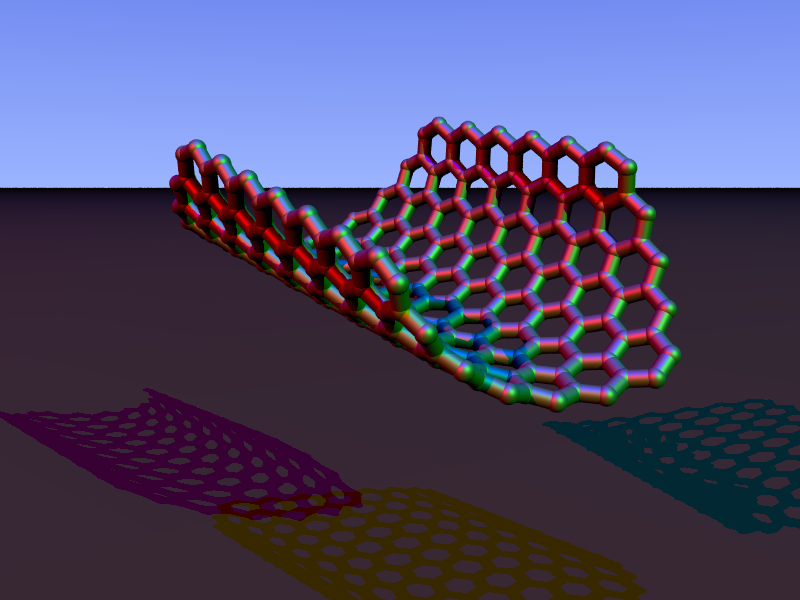
卷曲的碳纳米管模型
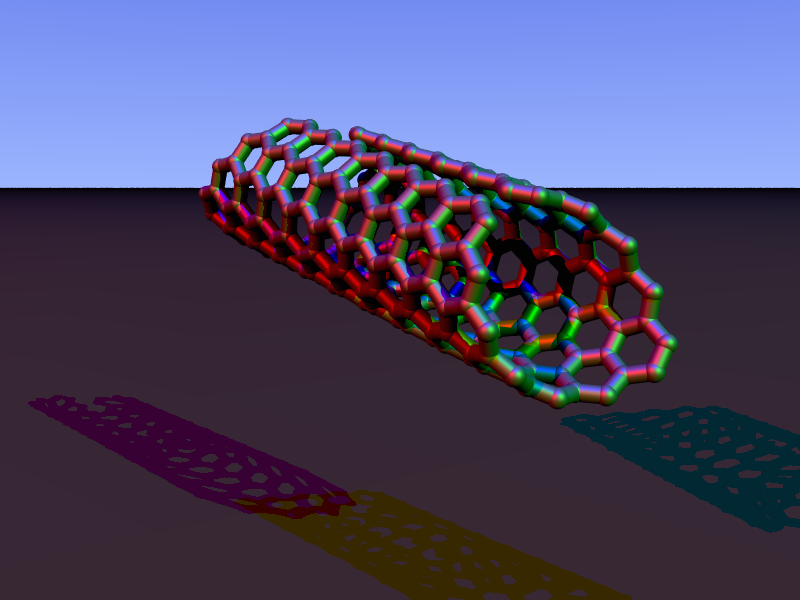
严重卷曲的碳纳米管模型

### 电学性质
碳纳米管上碳原子的P电子形成大范围的离域π键，由于共轭效应显著，碳纳米管具有一些特殊的电学性质。
常用矢量Ch表示碳纳米管上原子排列的方向，其中{\displaystyle \mathbf {C_{h}} =n\mathbf {a_{1}} +m\mathbf {a_{2}} }，记为(n,m)。a1和a2分别表示两个基矢。(n,m)与碳纳米管的导电性能密切相关。对于一个给定(n,m)的纳米管，如果有2n+m=3q（q为整数），则这个方向上表现出金属性，是良好的导体，否则表现为半导体。对于n=m的方向，碳纳米管表现出良好的导电性，电导率通常可达铜的1万倍。
将石墨电极置于充满氦气或氩气的反应容器中，在两极之间激发出电弧，此时温度可以达到4000度左右。在这种条件下，石墨会蒸发，生成的产物有富勒烯（C60）、无定型碳和单壁或多壁的碳纳米管。通过控制催化剂和容器中的氢气含量，可以调节几种产物的相对产量。使用这一方法制备碳纳米管技术上比较简单，但是生成的碳纳米管与C60等产物混杂在一起，很难得到纯度较高的碳纳米管，并且得到的往往都是多层碳纳米管，而实际研究中人们往往需要的是单层的碳纳米管。此外该方法反应消耗能量太大。近年来有些研究人员发现，如果采用熔融的氯化锂作为阳极，可以有效地降低反应中消耗的能量，产物纯化也比较容易。
近年来发展出了化学气相沉积法，或称为碳氢气体热解法，在一定程度上克服了电弧放电法的缺陷。这种方法是让气态烃通过附着有催化剂微粒的模板，在800~1200度的条件下，气态烃可以分解生成碳纳米管。这种方法突出的优点是残余反应物为气体，可以离开反应体系，得到纯度比较高的碳纳米管，同时温度亦不需要很高，相对而言节省了能量。但是制得的碳纳米管管径不整齐，形状不规则，并且在制备过程中必须要用到催化剂。目前这种方法的主要研究方向是希望通过控制模板上催化剂的排列方式来控制生成的碳纳米管的结构，已经取得了一定进展。
除此之外还有固相热解法等方法。固相热解法是令常规含碳亚稳固体在高温下热解生长碳纳米管的新方法，这种方法过程比较稳定，不需要催化剂，并且是原位生长。但受到原料的限制，生产不能规模化和连续化。
另外还有离子或激光溅射法。此方法虽易于连续生产，但由于设备的原因限制了它的规模。

## 碳纳米管的应用前景

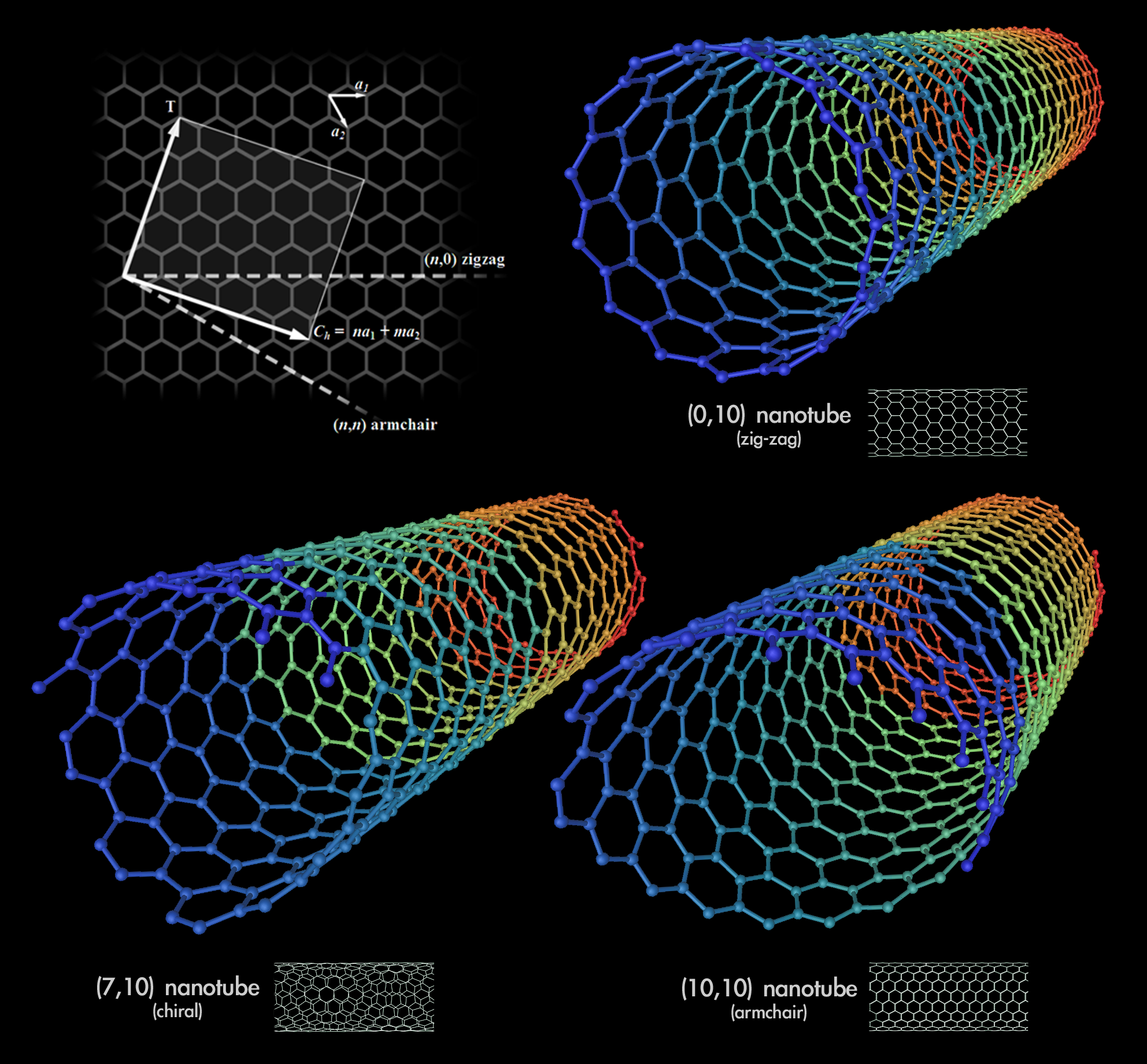
碳納米管的幾何學構造圖。可分為 zig-zag tubes、armchair tubes、chiral tubes 這3種類。

### 材料學
在碳纳米管的内部可以填充金属、氧化物等物质，这样碳纳米管可以作为模具，首先用金属等物质灌满碳纳米管，再把碳层腐蚀掉，就可以制备出最细的纳米尺度的导线，或者全新的一维材料，在未来的分子电子学器件或纳米电子学器件中得到应用。有些碳纳米管本身还可以作为纳米尺度的导线。这样利用碳纳米管或者相关技术制备的微型导线可以置于硅芯片上，用来生产更加复杂的电路。
利用碳纳米管的性质可以制作出很多性能优异的复合材料。例如用碳纳米管材料增强的塑料力学性能优良、导电性好、耐腐蚀、屏蔽无线电波。使用水泥做基体的碳纳米管复合材料耐冲击性好、防静电、耐磨损、稳定性高，不易对环境造成影响。碳纳米管增强陶瓷复合材料强度高，抗冲击性能好。碳纳米管上由于存在五元环的缺陷，增强了反应活性，在高温和其他物质存在的条件下，碳纳米管容易在端面处打开，形成一个管子，极易被金属浸润、和金属形成金属基复合材料。这样的材料强度高、模量高、耐高温、热膨胀系数小、抵抗热变性能强。
氢气被很多人视为未来的清洁能源。但是氢气本身密度低，压缩成液体储存又十分不方便。碳纳米管自身重量轻，具有中空的结构，可以作为储存氢气的优良容器，储存的氢气密度甚至比液态或固态氢气的密度还高。适当加热，氢气就可以慢慢释放出来。研究人员正在试图用碳纳米管制作轻便的可携带式的储氢容器。早期的研究报道了4.2 wt%的储氢量，不过后来的研究表明1999年刊載於《科學》（Science）的報告数据有误，碳纳米管储氢价值并不大。 

### 生物學
碳纳米管还给物理学家提供了研究毛细现象机理最细的毛细管，给化学家提供了进行纳米化学反应最细的试管。碳纳米管上极小的微粒可以引起碳纳米管在电流中的摆动频率发生变化，利用这一点，1999年，巴西和美国科学家发明了精度在10−17kg精度的“纳米秤”，能够称量单个病毒的质量。随后德国科学家研制出能称量单个原子的“纳米秤”。碳纳米管还用来构建各种微纳米器件，最成功的例子是用双壁碳纳米管制作世界上最小的纳米马达，不过目前这类研究还停留在实验阶段，离应用还有一段距离。

### 電腦
根據《自然》（Nature）2013年9月25日報導，史丹佛大學開發出全球首台完全以奈米碳管（carbon nanotubes）所組成的電腦，並已經成功運轉，這台電腦叫作「Cedric」，目前還非常的简陋，只具備基本功能，但卻可能發展成比現今任何一台矽晶電腦都快且更有效率的電腦。「Cedric」由178個電晶體所組成，每個電晶體有10~200個奈米碳管，總計有20億顆碳原子。

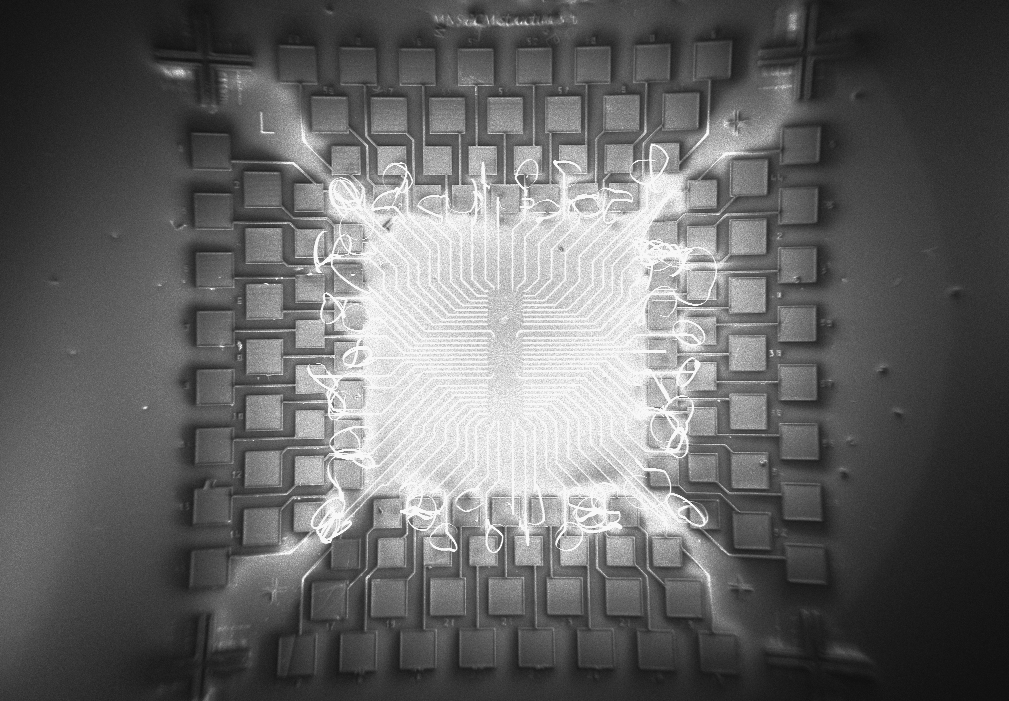
電子顯微鏡下碳管微電腦晶片體的場效應畫面

在2019年，美國麻省理工學院的研究人員採用碳奈米管電晶體（Carbon Nanotube Transistors）成功研製出首款基於RISC-V指令集的16位元微處理器，名為「RV16X-NANO」。「RV16X-NANO」在16位元資料和定址上執行標準32位元長指令，包含了14,000多個電晶體，是迄今為止由新興奈米技術製造的最先進晶片。它能夠執行一條「Hello，World！」程式，列印出：“你好，世界！我是 RV16XNano，以奈米碳管所組成”。

### 觸控螢幕
碳纳米管可以製成透明導電的薄膜，用以代替ITO（氧化銦錫）作為觸控螢幕的材料。先前的技術中，科學家利用粉狀的奈米碳管配成溶液，直接塗佈在PET或玻璃襯底上，但是這樣的技術至今沒有進入量產階段；目前可成功量產的是利用超順排碳納米管技術；該技術是從一超順排碳納米管陣列中直接抽出薄膜，鋪在襯底上做成透明導電膜，就像從棉條中抽出紗線一樣。該技術的核心－超順排碳納米管陣列是由北京清華-富士康納米中心於2002年率先發現的新材料。
2007~2008年間首次成功開發出碳纳米管觸控螢幕，並由天津富納源創公司於2011年產業化，至今已有多款智慧型手機上使用碳纳米管材料製成的觸控螢幕。
與現有的氧化銦錫（ITO）觸控螢幕不同之處在於：氧化銦錫含有稀有金屬「銦」，碳纳米管觸控螢幕的原料是甲烷、乙烯、乙炔等碳氫氣體，不受稀有礦產資源的限制；其次，鋪膜方法做出的碳纳米管膜具有導電異向性，就像天然內置的圖形，不需要光刻、蝕刻和水洗的制程，節省大量水電的使用，較為環保節能。工程師更開發出利用碳納米管導電異向性的定位技術，僅用一層碳纳米管薄膜即可判斷觸摸點的X、Y座標；碳纳米管觸控螢幕還具有柔性、抗干擾、防水、耐敲擊與刮擦等特性，可以製做出曲面的觸控螢幕，具有高度的潛力可應用於穿戴式裝置、智慧傢俱等產品。

## 延伸阅读
- 太空電梯

## 参看
- 分子建模
- 有机半导体
- 硅纳米管（英语：Silicon nanotubes）

## 外部連結
- Nanohedron.com （页面存档备份，存于） image gallery with carbon nanotubes
- The stuff of dreams, CNET
- The Nanotube site （页面存档备份，存于）. Last updated 2009.05.03
- EU Marie Curie Network CARBIO: Multifunctional carbon nanotubes for biomedical applications （页面存档备份，存于）
- Carbon nanotube on arxiv.org （页面存档备份，存于）